# Riese the Series
Riese är en webbaserad science fiction-serie som hade premiär den 2 november 2009.
Serien är skapad av Ryan Copple och Kaleena Kiff, och producerad av Galen Fletcher och Nicholas Humphries. Produktionen av de första fem avsnitten är avslutad och de följande sex ska startade i december 2009.
Riese är känd för sin användning av RED One. Det är också en av de första live-action-science fiction-webbserierna i steampunk genren. Produktionsvärdet har jämförts med Sanctuary och serien har ett flertal välkända skådespelare från olika filmer och TV-serier såsom Amanda Tapping, Ryan Robbins och Emilie Ullerup frånSanctuary; Patrick Gilmore och Peter Kelamis från Stargate Universe; Ben Cotton från Stargate Atlantis; Alessandro Juliani från Battlestar Galactica samt; Allison Mack från Smallville.

## Handling
Serien handlar om en resenär som heter Riese, en till synes slumpmässig vandrare, som flyr över det döende Eleysia med sin varg, Fenrir. Hon jagas av en skrämmande religiös grupp, The Sect. Riese måste kringgå de mördare som har skickats för att döda henne och lista ut vad deras verkliga mål består i.
Rieses förflutna är höljt i dunkel, eftersom inte heller hon minns händelserna från den natt då hela hennes familj slaktades och hon blev tvungen att fly. På sin resa kommer hon att pussla ihop sitt förflutna och sitt öde, i en kamp som kommer att hålla världens öde i balans - och det en gång fredliga riket Eleysia kommer att bli dess slagfält. Trots den nära förestående undergången, framträder Riese som det enda hoppet.